# Color the Cover
Color the Cover è un album in studio di cover della cantante giapponese Koda Kumi, pubblicato nel 2013.

## Tracce
1. Pink Spider (ピンク スパイダー) – 3:36 – hide with spread beaver
2. Shake Hip! – 3:46 – Kome Kome CLUB (米米CLUB)
3. Lovely (ラブリー) – 5:52 – Kenji Ozawa
4. Jounetsu (情熱) – 3:41 – UA
5. One More Time, One More Chance – 5:39 – Masayoshi Yamazaki
6. Alone – 5:08 – Mayo Okamoto
7. Blue Velvet – 3:54 – Shizuka Kudō
8. Otoko (「男」) – 3:46 – Kubo Ruriko
9. Dou ni mo Tomaranai (どうにもとまらない) – 2:27 – Linda Yamamoto
10. Koyoi no Tsuki no Youni (今宵の月のように) – 4:38 – ELEPHANT Kashimashi
11. Uta wa Waga Inochi (歌は我が命; Bonus Track) – 4:35 – Hibari Misora